# Киндия (град)
Киндия (на френски: Kindia) е град в Гвинея, разположен на 112 km от столицата Конакри. Градът е столица на едноименните регион и префектура.

## Население
Населението на Киндия през 2008 година е 181 126 души, а през 1996 е наброявало 96 076 души – това се равнява на средно годишно увеличение от 5,43% за горепосочения период от 12 години. Киндия е петият по население град в Гвинея след Конакри, Нзерекоре, Гекеду и Канкан. Населен е предимно от етническите групи фулбе и сусу.

## Стопанска дейност
Градът е известен като гвинейската столица на цитрусите. Градът е основен през 1904 г. като сборен пункт, намиращ се на железопътната линия между Конакри и Канкан. Градът бързо се превръща в център на търговията с цитруси, ананаси, палмово масло, ориз, банани, ядки и добитък. Градът изнася за Конакри най-вече плодове и гмелина (дървесина, използвана за производство на кибрит и кутии).
На около 13 км от Киндия са намерени и разработени значителни залежи на боксит.

## Образователни институции
В Киндия се намира и висше учебно заведение (Centre universitaire de Kindia). Градът разполага и с национален институт по агрономия и с правителствен институт за селекция на плодове със собствено опитно поле.

## Други институции
В Киндия се намира и болнично заведение, както и джамия и римокатолическа мисия, основана през 1908 г. В Киндия се намира втората по значение военна зона в Гвинея.